# Genkaizee
De Genkaizee (Japans: 玄界灘; genkai-nada) is de benaming voor het zuidwestelijkste deel van de Japanse Zee. Het grenst aan de noordelijke kusten van de Japanse prefecturen Fukuoka en Saga.